# Thunderbolt - Sfida mortale
Thunderbolt - Sfida mortale (霹靂火; Piklik Foh) è un film del 1995 diretto da Gordon Chan.
Pellicola co-prodotta da Hong Kong, con Jackie Chan come protagonista.

## Trama
Alfred Tung, ex pilota della Mitsubishi, vive e lavora da meccanico in un'officina, con il padre e le due sorelle. Modificano auto per gare sportive legali e collaborano con la polizia per bloccare le corse illegali di auto modificate. Una sera, durante un controllo della polizia, un criminale internazionale chiamato Cougar, oltrepassa il blocco stradale e viene inseguito da Alfred Tung. Questi riesce ad fermarlo e a farlo arrestare, ma verrà rilasciato in seguito per mancanza di prove. Cougar sfida ad una gara Alfred, ma lui rifiuta e gli vengono rapite le sorelle. La polizia convince il meccanico a testimoniare e il ricercato viene incarcerato. Cougar, fuggito di prigione distrugge l'officina e rapisce le sorelle. Da qui Alfred dovrà affrontare i suoi nemici per liberare le sorelline. Ritorna a far parte della squadra della Mitsubishi e si piazza in gara. Dopo una corsa frenetica e con forti colpi di scena riuscirà a vincere la gara e ad ottenere la liberazione delle sorelle.

## Produzione
Le riprese sono avvenute in diversi autodromi come il Sendai Hi-Land in Giappone o il Circuito di Shah Alam in Malaysia. Durante tali riprese furono ingaggiati numerosi piloti professionisti per competere sulle altre autovettura in gara.

## Accoglienza
Nonostante le recensioni negative, il film ottenne un notevole successo al botteghino.